# Shadow Warrior (jogo eletrônico de 2013)
Shadow Warrior é um jogo eletrônico de tiro em primeira pessoa desenvolvido pelo estúdio polonês independente Flying Wild Hog e publicado pela Devolver Digital para o Microsoft Windows, MacOS X, Linux, PlayStation 4 e Xbox One. Ele é um boot de 1997 do mesmo nome, Shadow Wirror, desenvolvido pela 3D Realms e publicado pela GT Interactive, agora licenciadas por Devolver Digital, com o mesmo personagem Lo Wang em uma era moderna com bases e elementos na mitologia asiática, os quais foram redesenhados com novos gráficos 3D e novos recursos de jogabilidade, além de ser uma homenagem ao clássico FPS. O jogo foi lançado em 26 de setembro de 2013, por meio de distribuição digital através da Steam e GOG.com com uma posterior versão de varejo. Em 31 de Março de 2015, o jogo foi lançado para outras plataformas, MacOS X e Linux. Após seu lançamento, o jogo foi recebido com críticas positivas dos críticos. Uma sequência, Shadow Warrior 2, foi lançado em 2016.

## Jogabilidade
Shadow Warrior é um jogo para um jogador de tiro em primeira pessoa, onde os jogadores assumem o controle do moderno ninja mercenário Lo Wang, a partir de uma perspectiva de primeira pessoa lutando com hordas demoníacas. Os níveis em si são divididos em capítulos, cada um com Wang progredindo através de pequenos palcos para grandes arenas de batalha que tem quartos e áreas escondidas, ocasionalmente, permitindo outro caminho.
Wang é equipado com várias armas de fogo que necessitam de munição onde podem ser encontrados ao longo das fases. Armas de fogo variam, versões de pistolas, submetralhadoras, espingardas e lança-foguetes, algumas das quais podem ser duplamente manejadas. Estes incluem também modos de disparo secundário que permitem que os jogadores alternar entre os diferentes modos de batalha, entre armas brancas ou de fogo. Armas incluem as de fogo, bestas que podem disparar tanto dardos quanto podem ser detonadas remotamente para que possam explodir no inimigo. Além disso, Lo Wang dispõe de uma katana, que não apenas serve como ajuda, mas também como uma preciosa conjunção para enfrentar os inimigos. Variações diferentes podem ser utilizadas, dependendo dos diferentes comandos da tecla do computador e movimento do mouse , criando movimentos únicos de diferentes graus de eficácia, dependendo do tipo de inimigo, pode ser fatiado em vários pedaços. Por exemplo, um bem-cronometrada e bem colocado combo pode decapitar e instantaneamente derrubar um inimigo, ou um grande balanço pode atacar vários oponentes de uma só vez. Ao usar a katana, o lançando de shurikens também pode ser usado como uma arma secundária. A katana também pode ser movimentada de forma que é possível cortar os inimigos nas mais variadas posições.
Inimigos variam em força, tamanho e padrão de ataque. Alguns inimigos irão atacar agressivamente a cabeça, enquanto outros usam projéteis ou outras habilidades para prejudicar Wang para ter eficácia no combate. Alguns inimigos também podem ser mortos apenas decapitando-os ou apenas desmembrando. Alguns inimigos também, ocasionalmente podem soltar projéteis e poderes que podem ser desviados ou contra atacados por Wang, ao serem mortos, o coração ou a cabeça podem ser utilizadas como armas pelo protagonista. O jogo também inclui lutas contra chefes, que são únicos, só aparecendo em certos pontos do jogo e muito mais formidável em combate, requerendo, normalmente, os pontos-chave do ataque e maiores elementos de estratégia dentro do palco.
Wang pode atualizar suas habilidades e armas com várias formas de moeda no jogo para diferentes finalidades. "Dinheiro" é adquirido durante o game play, escondidos em armários e baús. Pontos de "Karma", são obtidos através da forma como o jogador executa a katana em combate, assim como os tiros e projéteis (indicado brevemente no jogo). Estes pontos podem ser gastos em novas habilidades, tais como o aumento da cura e dano, enquanto permite também novas habilidades para a espada como sorte e bônus. Há, por fim, "Ki Cristais" que também podem ser encontrados escondidos nas fazes que permitem Wang aprender novos poderes que podem ser usados em combate, incluindo ataques de onda de choque,aumentar saúde e danificar coisas e até manipulação de inimigos. Estas novas habilidades são representadas através de tatuagens no corpo de Wang. A saúde de Wang é indicado através de um display abaixo. Depois de tomar o dano, a saúde pode ser recuperado através da procura de pacotes de saúde encontrados em todas as fazes. No entanto, Wang também pode usar um poder para cura-lo.

## Enredo
Lo Wang (Jason Liebrecht) é um assassino que trabalha para uma poderosa industria japonesa, controlada por seu chefe o magnataOrochi Zilla. Ele é enviado para a compra de uma antiga katana de um colecionador chamado Mizayaki por 2 milhões de dólares. Mizayaki se recusa a oferta de Wang, após ter a oferta recusada, Lo Wang parte para força bruta, matando todos no salão. Wang é capturado quando Mizayaki revela seu vínculo com um demônio chamado Hoji, ele acaba enjaulado, mas escapa quando os demônios atacam a instituição do colecionador. Mizayaki é morto no ataque e Wang alia-se com Hoji, na esperança de recuperar a espada. Hoji explica que o Nobitsura Kage, como a espada é chamada, é capaz de matar imortais e é banida pelos demônios. Ele também menciona que o Nobitsura Kage é, na verdade, três espadas, e assim pede ajuda a Wang para busca-las, e fundi-las em um só.
Através do curso do jogo, Wang vai atras dos "Sussurradores": golems mágicos que contêm uma memória (no lugar de um coração), que um dos Antigos, os imortais que regra os demônios, escolheu para o sequestro à distância. Os Antigos não podem tocar o Nobitsura Kage como apenas tocar a arma pode matá-los, mas desde da criação dos Sussurradores, que não são vivos na realidade, podem tocar a lâmina, portanto, a agir como subordinados. Por matar esses golems, Wang absorve suas lembranças e aprende sobre as reviravoltas da história. No Reino de Sombra, o reino dos demônios, a chuva é alimentada pelo choro do Ameonna, a irmã do Hoji e os outros Antigos. Hoji e Ameonna tinha um caso incestuoso, o que a fez feliz e parando assim a chuva. Isso causou uma terrível seca, e quando o caso foi descoberto por Enra, o governante do Reino de Sombra, Hoji e os outros irmãos, Gozu, Mezu, e Xing, foram separados, Hoji teve o rosto decepado como punição, obrigando-o a usar uma máscara. Ameonna aceitou a sua responsabilidade para com o Reino de Sombra, deixando Hoji amargurado e se submetendo ao seu irmão Enra com sua tirania sobre os Antigos. Hoji conspirou para envenenar sua irmã e se vingar contra Enra, enganando Xing para fornecer um poção que colocaria ela em um sono eterno e fazendo com que aconteça outra seca, usando isso para banir Enra do templo para que Xing pudesse derrubá-lo e governar o Reino de Sombra em seu lugar. Mas o plano foi parado por Mezu, o mais leal dos irmãos com Enra. Xing foi decapitado por Gozu, Enra ordena que seu irmão não fosse morto, apenas separado do corpo, e Hoji foi banido para o reino mortal por sua traição. Enra mais tarde, viu que apenas o sacrifício de um Antigo poderia reviver Ameonna e salvar o Reino de Sombra, e assim, procurou o Nobitsura Kage, a única coisa em existência, que pode matar uma Antigo. Enra negocia um acordo com o mortal Zilla para localizar e montar a espada, prometendo uma cura para sua paraplegia e com a ajuda de demônios para conquistar a Terra.
Em sua busca para o terceiro pedaço da espada, Wang, que, originalmente, procurou o Nobitsura Kage para entregar para Zilla, volta-se contra seu chefe, traindo as gêmeas Kyokagami, companheiras assassinas que trabalham também para Zilla, a fim de ajudar Hoji recuperar a parte final da arma. Ele descobriu que Zilla foi encantado desde o inicio, e estava na posse do terceiro pedaço da espada. Quando Enra teleporta Hoji de volta para o reino de sombra, Wang usa o último Sussurrador na terra para viajar para o Reino de Sombra e aprende que Hoji, que originalmente criou os Sussurradores, lamentando seu feito no Reino de Sombra em miséria procura desfazer seu erro criando outro Sussurrador, tirando sua memória de Wang. Wang o convence de que Enra precisa ser interrompido, e assim, os dois unem forças mais uma vez, buscando redimir-se e matar Enra e usar seu sangue para reviver Ameonna. Após o seu regresso à terra, Wang confronta Zilla, e corta a espada de seu braço. Como Wang remonta a Nobitsura Kage obtendo seu pleno poder de matar os Antigos, Zilla, escapa com a ajuda das gêmeas Kyokagami.
Com a Nobitsura Kage completa em suas mãos, Wang retorna para o Reino de Sombra com Hoji para enfrentar Enra. Wang é capturado por Enra e separado da espada. Enra tenta sacrificar Hoji para reviver Ameonna por meio do uso original Sussurrador que Hoji feita, que, como os outros antes, pode lidar com o Nobitsura Kage sem danos, mas Hoji desarma o Sussurrador e devolve a espada as mãos de Wang, forçando Enra a recuar. Mas tocando o Nobitsura Kage, Hoji condena a si mesmo. Wang tem uma extensa batalha com o corpo de Xing decapitado, após a derrota Enra permite Wang matá-lo, pois ele é o único e restante candidato à sacrifício. Ameonna desperta, e ao ver o corpo morto do Hoji, ela chora, trazendo a chuva de volta para o Reino de Sombra.

## Desenvolvimento
A Devolver Digital tinha planejado para reiniciar o jogo com a Flying Wild Hog, como desenvolvedor em mente, desde o início, primeiro se aproximando de Scott, Miller da 3D Realms, sobre os novos desenvolvimentos. Como com o desenvolvedor do último jogo Hard Reset, de acordo com o estúdio, o escritor Jan Bartkowicz o jogo foi projetado para refletir a "velha escola de design", com ênfase no tiro rápido contra multidões de inimigos e sem uso de tampa mecânica. Bartkowicz, no entanto, também afirmou que eles queriam que a jogabilidade também fosse nova, em outros aspectos, especialmente a katana, não querendo ser "só é usavel quando você ficar sem munição", mas, ao invés, torná-loaparte integrante do jogo. No que diz respeito ao novo estilo de escrita de caracteres e de redesenho, Bartkowicz explicou-o como "uma forma muito mais inteligente sentido de humor e inteligência, em vez de depender do velho Duke Nukem ou Shadow Warrior, caindo de volta na piadas sobre mulheres e racismo, estereótipos," em vez de ser atraído para o que consideram ser o "ápice" do jogo original.
O jogo foi anunciado pela primeira vez em Maio de 2013, com um teaser trailer, que mostrou o novo motor de gráficos com o jogo cinematográfico seguir uma trilha de corpos deixados por Wang antes de revelar o caráter do Hoji. O jogo foi mostrado na Electronic Entertainment Expo 2013, em junho, transmitindo a marca de humor e violência, com o designer Paweł Kowalewski comparando-a com grindhouse filme, chamando-o de "tão violento é engraçado". Kowalewski afirmou que eles queriam manter a violência do original que "quando começamos a fazer a nossa versão, nós sabíamos que tínhamos para manter ainda que a violência", enquanto roteirista Slawomir Uliasz disse que a recriar uma nova experiência como Wang que é retratado mais jovens, enquanto o original era um velho veterano, mantendo o humor "para manter-se fiel ao original ao mesmo tempo", não querendo ser "muito forte". Tanto Kowalewski e Uliasz chamavam a si mesmos de fãs do original, vendo-a como "uma oportunidade para criar um jogo oldschool", antes de concluir que, enquanto o novo "ainda é Shadow Warrior". Um trailer intitulado "Você Tem Wang" dar destaque a jogabilidade imagens e enfatizou o humor, não o teaser trailer, ao mesmo tempo, anunciar a data de lançamento para 26 de setembro de 2013, juntamente com os pré-encomendas serem disponibilizados na aplicável lojas digitais. 30 minutos de gameplay do beta versão foi comentadas por João Bain 15 de agosto de 2013, de forma positiva, explicando a mecânica de jogo e as diferenças e semelhanças com o jogo original.
Em 31 de Março de 2015, a versão final de Shadow Warrior, 1.5.0, foi portado para o macOS X e Linux por Nocaute Jogos.

## Lançamento e conteúdo para download
O jogo foi lançado no Steam e GOG.com, com pré-vendas em ambos os serviços. É vendido em duas edições: standard edition e uma "Edição Especial", que inclui um livro de arte digital, trilha sonora oficial, e dois no jogo de armas, com base em outros títulos da Devolver Digital publicados; uma marreta de serious Sam 3 e uma katana de Hotline Miami na mesma retro-pixelado estilo gráfico do jogo. Pré-encomenda a partir da Steam também deu aos jogadores a "Zilla Empresas Z45 katana" arma no jogo e 75% de desconto Hard Reset ou outro jogo publicado pela Devolver Digita. Se os jogadores que já possuem uma cópia de Saints Row IV no Steam, uma arma no jogo conhecido como o "Penetrador" da série, também estarão disponíveis. GOG.com também lançou a versão padrão ainda com o bônus de pré-encomenda de uma "clássica katana do Guerreiro da Sombra" arma no jogo e uma cópia digital do site Shadow Warrior Clássico Completo de graça.
Em 11 de outubro de 2013, um paralelo mini-jogo conhecido como Viscera Cleanup Detail: Shadow Warrior foi lançado gratuitamente para os proprietários da Shadow warrior. É uma mistura de limpeza com vísceras, foi aprovado na Steam Greenlight desenvolvido pela RuneStorm, onde os jogadores devem limpar o sangue e partes do corpo deixados para trás, após uma violento abate a bordo de uma estação espacial. O jogador irá limpar a bagunça na sequência do início da batalha entre Wang e a Yakuza.

## Recepção
Shadow Warrior, atualmente, detém uma avaliação média de 76.04% no GameRankings e 73/100 no Metacritic. Dan Stapleton daIGN chamou o jogo "um old school shooter de que realmente é o que fez da velha escola de atiradores de trabalho, e dá-nos alguma inteligente de novas ideias em cima deles, elogiando o combate e comprimento total da campanha, enquanto também positivamente, observando o humor e a história em si, comentando que ele "não esperava muitto disso, mas sim, o enredo impressiona."Andy Dixon de Destructoid também elogiou o combate, particularmente a esgrima, declarando-a "verdadeira estrela do show", aproveitando a variedade de ataques e upgrades, além de seu uso efetivo, mesmo ao lado do poder de fogo, chamando-o de "alguns dos melhores que eu encontrei na última década, e isso realmente precisa ser jogado para ser totalmente apreciado."Nathan Meunier deGameFront reforçou esta opinião, chamando-a de combate "extremamente gratificante" no que diz respeito ao controlo e eficácia, mas também elogiou a capacidade para cortar até os inimigos que, quando usado "você realmente se sentir como um badass".
Kevin VanOrd da GameSpot comparou Shadow Warrior sobre outros moderno reinicia em termos de jogabilidade e humor, particularmente contra outro ex-3D Realms série Duke Nukem, que "ao contrário do Duque de retorno em Duke Nukem Forever, Wang reaparecimento não é um triste e desatualizados", também observando a variedade no combate segmentos, achando "que mágica doce lugar onde você se sinta como se você superaram as adversidades sem nunca encontrar a frustração."Ao comentar sobre as lutas contra os chefes, no entanto, VanOrd sentiu que, enquanto eles "para fazer uma temível presença" visualmente, ele observou excessivamente simples estratégia para todos eles, levando-os a "arrastar" e se tornar "slogs". Paul Goodman O Escapista também chamado de o combater "agradável" ainda teve problema com o "fluxo de quebra de" colocação de transições entre áreas e senti que a abertura e exploração aspecto dos níveis causado "[desnecessário] backtracking", enquanto a Revista Edge, por outro lado, senti que a pausa para o menu de atualização foi "o ritmo de quebra", depois de dizer que "a menos que você está disposto a salto para trás e para a frente entre estes back-end com frequência... você estará em grande desvantagem."

## Sequência
Em 10 de junho de 2015, o publicador Devolver Digital anunciou Shadow Warrior 2, uma sequência para o jogo. Desenvolvido pela Flying Wild Hog. Um trailer anunciativo surge logo em seguida, confirmando o jogo para Microsoft Windows, OS X, Linux, PlayStation 4 e Xbox Um foi lançado em 2016. A sequência conta com quatro jogadores cooperativo multiplayer em cima do lançamento.